# Józef Wacław Grott
Józef Wacław Grott (ur. 5 marca 1894 w Wielkiej Woli (ob. część Warszawy), zm. 29 września 1973 w Łodzi) – polski lekarz.

## Życiorys
Urodził się w rodzinie Józefa Walentego (1856–1931) i Karoliny Agnieszki z d. Windyga (1868–1937). Uczęszczał do gimnazjum Wojciecha Górskiego w Warszawie. W 1905 uczestniczył w strajku szkolnym. W 1913 zdał maturę w Moskwie i podjął studia na Wydziale Lekarskim Uniwersytetu Jagiellońskiego. Podczas I wojny światowej studiował medycynę w Kazaniu, a w 1918 kontynuował studia w Krakowie, przerwane przez wojnę polsko-bolszewicką, w której uczestniczył jako lekarz podporucznik. 17 lutego 1922 uzyskał dyplom lekarza medycyny na Wydziale Lekarskim Wszechnicy Jagiellońskiej. W okresie od 1922 do 1940 pracował w I Klinice Chorób Wewnętrznych Uniwersytetu Warszawskiego. W latach 1935–1944 kierował Pracownią Chemiczno-Bakteriologiczną szpitala św. Ducha w Warszawie. W 1939 uczestniczył również w kampanii wrześniowej jako lekarz w kwaterze głównej Wojska Polskiego.
W 1943 został aresztowany i przetrzymywany na Pawiaku. Podczas powstania warszawskiego był lekarzem szpitala polowego przy ul. Wspólnej 27. Po upadku powstania, poprzez obóz przejściowy w Pruszkowie, trafił do Częstochowy, gdzie został ordynatorem Oddziału Chorób Wewnętrznych w Szpitalu Miejskim i wykładał na tajnym uniwersytecie.
W 1945 uzyskał venia legendi na Uniwersytecie Warszawskim, a następnie został kierownikiem Kliniki Propedeutycznej na Uniwersytecie Łódzkim. W 1946 został profesorem nadzwyczajnym UŁ. W latach 1947–1964 był kierownikiem I Kliniki Chorób Wewnętrznych UŁ, a następnie Akademii Medycznej w Łodzi, w międzyczasie w 1957 uzyskując stopień doktora nauk medycznych. W 1959 został profesorem zwyczajnym Akademii Medycznej w Łodzi. W okresie od 1958–1962 był również kierownikiem II Kliniki Chorób Wewnętrznych Wojskowej Akademii Medycznej w Łodzi. W 1964 przeszedł na emeryturę, pomimo tego aktywnie konsultując pacjentów w Szpitalu im. dr. E. Sonnenberga w Łodzi.
Józef Wacław Grott był specjalistą w zakresie: cukrzycy, przemiany kwasu szczawiowego, układu pokarmowego, krzepnięcia krwi oraz parazytologii, a także inicjatorem powstania pierwszej przychodni parazytologicznej przy Akademii Medycznej w Łodzi przekształconej w Oddział Parazytologiczny, a także autorem szeregu prac naukowych w tej dziedzinie. Był również wykładowcą na kursach lekarskich organizowanych przez Instytut Doskonalenia Kadr Lekarskich oraz UNICEF, był w latach 1948–1955 konsultantem wojewódzkim województwa kieleckiego i organizatorem Dni Klinicznych Buska-Zdroju, będącymi zjazdami naukowymi dla lekarzy. Tam również wykorzystując swoje predyspozycje i kompetencje jako pracownik Ministerstwa Zdrowia, i będąc przewodniczącym Rady Naukowo-Lekarskiej, inicjował powstanie nowych sanatoriów, mieszkań dla lekarzy i obwodnicy Buska-Zdroju.
Był członkiem zarządu głównego Polskiego Towarzystwa Parazytologicznego, członkiem Komisji Parazytologicznej Rady Naukowej przy Ministrze Zdrowia i Opieki Społecznej. Był również członkiem honorowym: Belgijskiego Towarzystwa Gastroenterologicznego, Czechosłowackiego Towarzystwa Gastroenterologicznego im. Purkyniego, Związku Lekarzy Polskich w Chicago, członkiem korespondentem Czechosłowackiego Towarzystwa Gastroenterologicznego i Francuskiego Towarzystwa Diabetologicznego, członkiem europejskiego Towarzystwa Internistów i Europejskiego Towarzystwa Diabetologicznego oraz wiceprzewodniczącym sekcji diabetologicznej Towarzystwa Internistów Polskich.
Jest pomysłodawcą techniki badania trzustki nazwanej metodą Grotta.
Zmarł w Łodzi, pochowany na cmentarzu Powązkowskim w Warszawie (kwatera 33-5-4,5).

## Ordery i odznaczenia
- Krzyż Oficerski Orderu Odrodzenia Polski[1]
- Krzyż Kawalerski Orderu Odrodzenia Polski (19 lipca 1955)[12]
- Medal 10-lecia Polski Ludowej (13 stycznia 1955)[13]
- Honorowa Odznaka Miasta Łodzi[1]

## Nagrody
- Nagroda Warszawskiego Towarzystwa Lekarskiego (1929, 1939)
- Nagroda Rządu francuskiego za współpracę naukową między Polską a Francją (1939)[5]
- Naukowa Nagroda Miasta Łodzi w zakresie nauk medycznych przyznana przez Prezydium Rady Narodowej miasta Łodzi (1960)[6][1]

## Upamiętnienie
Józef Wacław Grott jest patronem ulic w Busku-Zdroju i Łodzi.